# アーキー・シアンフロッコ
アンジェロ・ドミニク・シアンフロッコ（Angelo Dominic "Archi" Cianfrocco , 1966年10月6日 - ）は、アメリカ合衆国ニューヨーク州オナイダ郡ローム出身の元プロ野球選手（内野手）。右投右打。

## 経歴
1987年のMLBドラフト5巡目（全体122位）でモントリオール・エクスポズから指名され契約。1992年4月8日にメジャーデビュー。翌1993年シーズン途中にサンディエゴ・パドレスに移籍するが、同年は計12本塁打をマークした。1994年以降はユーティリティープレイヤーとしての側面が強くなり、1996年には投手と中堅手を除く7ポジションで出場した。しかし打撃には粗さが目立ち、1996年・1997年と2年連続でメジャーで過ごしたが、2シーズンで合計412打数・136三振を記録した一方、本塁打はわずか6本に終わっていた。
1998年までのMLB通算成績は500試合出場・打率.241・34本塁打・185打点。同年オフにパワフルな打撃に加え、内野を中心にほとんどのポジションを守れる器用さを買った西武ライオンズがグレッグ・ブロッサーと共に新外国人として獲得。推定年俸は8,000万円で、入団当初は「強肩でいい守備を見せる。広い西武ドーム向きの選手」と評されていた。
同年まで2年間西武に在籍していたドミンゴ・マルティネスは打撃には優れていたが、守備・鈍足が難点だった。マルティネスを4番に据えた西武（東尾修監督）はパシフィック・リーグ（パ・リーグ）連覇を果たしたが、日本シリーズでは指名打者制のないセントラル・リーグ（セ・リーグ）球団主催試合の際にマルティネスを使えず、2年連続で敗退した。このことから同年限りでマルティネスを解雇し、シアンフロッコを獲得した。
しかし本拠地・西武ドームで開かれた1999年の開幕戦（4月3日・対福岡ダイエーホークス戦）には5番・三塁手で先発出場したものの、球に当てることすらままならぬほどの打撃不振ですぐ7番に下げられた。加えて、得意であるはずの守備でもお粗末なプレーを連発し（15試合で5失策）、4月末には二軍（イースタン・リーグ）に降格。6月27日には早くも戦力外通告を受け、7月5日に自由契約となった。
同年の西武は外国人4選手（シアンフロッコ、ブロッサー、アラン・ジンター、コーリー・ポール）の本塁打数を合計しても25本で、前年のマルティネス1人の本塁打（30本塁打）よりも少なかったが、その中でもシアンフロッコは年俸8,000万円ながら計15試合で打率.163・2本塁打・5打点と、最も打てなかった。結局、同年の西武は新人・松坂大輔が16勝を挙げ最多勝を獲得するなど盤石の投手陣を擁した一方で貧打に泣き、リーグ3連覇を逃す結果となった。

## 詳細情報

### 年度別打撃成績
| 年 度    | 球 団    | 試 合 | 打 席 | 打 数 | 得 点 | 安 打 | 二 塁 打 | 三 塁 打 | 本 塁 打 | 塁 打 | 打 点 | 盗 塁 | 盗 塁 死 | 犠 打 | 犠 飛 | 四 球 | 敬 遠 | 死 球 | 三 振 | 併 殺 打 | 打 率 | 出 塁 率 | 長 打 率 | O P S |
| -------- | -------- | ----- | ----- | ----- | ----- | ----- | -------- | -------- | -------- | ----- | ----- | ----- | -------- | ----- | ----- | ----- | ----- | ----- | ----- | -------- | ----- | -------- | -------- | ----- |
| 1992     | MON      | 86    | 247   | 232   | 25    | 56    | 5        | 2        | 6        | 83    | 30    | 3     | 0        | 1     | 2     | 11    | 0     | 1     | 66    | 2        | .241  | .276     | .358     | .634  |
| 1993     | MON      | 12    | 17    | 17    | 3     | 4     | 1        | 0        | 1        | 8     | 1     | 0     | 0        | 0     | 0     | 0     | 0     | 0     | 5     | 0        | .235  | .235     | .471     | .706  |
| 1993     | SD       | 84    | 306   | 279   | 27    | 68    | 10       | 2        | 11       | 115   | 47    | 2     | 0        | 2     | 5     | 17    | 1     | 3     | 64    | 9        | .244  | .289     | .412     | .702  |
| '93計    | SD       | 96    | 323   | 296   | 30    | 72    | 11       | 2        | 12       | 123   | 48    | 2     | 0        | 2     | 5     | 17    | 1     | 3     | 69    | 9        | .243  | .287     | .416     | .702  |
| 1994     | SD       | 59    | 156   | 146   | 9     | 32    | 8        | 0        | 4        | 52    | 13    | 2     | 0        | 1     | 2     | 3     | 0     | 4     | 39    | 2        | .219  | .252     | .356     | .608  |
| 1995     | SD       | 51    | 132   | 118   | 22    | 31    | 7        | 0        | 5        | 53    | 31    | 0     | 2        | 0     | 1     | 11    | 1     | 2     | 28    | 3        | .263  | .333     | .449     | .782  |
| 1996     | SD       | 79    | 203   | 192   | 21    | 54    | 13       | 3        | 2        | 79    | 32    | 1     | 0        | 0     | 1     | 8     | 0     | 2     | 56    | 4        | .281  | .315     | .411     | .727  |
| 1997     | SD       | 89    | 251   | 220   | 25    | 54    | 12       | 0        | 4        | 78    | 26    | 7     | 1        | 1     | 2     | 25    | 1     | 3     | 80    | 11       | .245  | .328     | .355     | .683  |
| 1998     | SD       | 40    | 80    | 72    | 4     | 9     | 3        | 0        | 1        | 15    | 5     | 1     | 0        | 2     | 0     | 5     | 0     | 1     | 22    | 3        | .125  | .192     | .208     | .401  |
| 1999     | 西武     | 15    | 47    | 43    | 3     | 7     | 0        | 0        | 2        | 13    | 5     | 2     | 0        | 0     | 0     | 4     | 0     | 0     | 14    | 3        | .163  | .234     | .302     | .536  |
| MLB：7年 | MLB：7年 | 500   | 1392  | 1276  | 136   | 308   | 59       | 7        | 34       | 483   | 185   | 16    | 3        | 7     | 13    | 80    | 3     | 16    | 360   | 34       | .241  | .292     | .379     | .670  |
| NPB：1年 | NPB：1年 | 15    | 47    | 43    | 3     | 7     | 0        | 0        | 2        | 13    | 5     | 2     | 0        | 0     | 0     | 4     | 0     | 0     | 14    | 3        | .163  | .234     | .302     | .536  |

### 記録
NPB
- 初出場・初先発出場：1999年4月3日、対福岡ダイエーホークス1回戦（西武ドーム）、5番・三塁手で先発出場[1]
- 初安打・初本塁打・初打点：1999年4月8日、対日本ハムファイターズ3回戦（東京ドーム）、6回表にシャノン・ウィッテムから中越2ラン
- 最終出場：1999年4月25日、対オリックス・ブルーウェーブ戦6回戦（西武ドーム）

### 背番号
- 61（1992年 - 同年途中 ）
- 14（1992年途中 - 1993年途中）
- 26（1993年途中 - 1994年）
- 29（1995年 - 1998年）
- 4（1999年）